# Параиба до Сул
Параиба до Сул (на португалски: Rio Paraiba do Sul) е река в югоизточната част на Бразилия, протичаща през щатите Сао Пауло, Минас Жерайс и Рио де Жанейро, вливаща се в Атлантическия океан. Дължината ѝ е 1137 km, а площта на водосборния басейн – 56 500 km².
Река Параиба се образува на 713 m н.в., от сливането на двете съставящи я реки Парабуна (лява съставяща) и Парайтинга (дясна съставяща), в изградения язовир „Парайтинга-Парабуна“. Двете съставящи я реки водят началото си от масива Сера до Мар, съставна част на Бразилското плато. В най-горното си течение река Параиба тече в западна посока, а при град Гуарема рязко завива на североизток и с изключение на най-долното си течение тече в дълбока падина между масивите Сера до Мар на юг и Сера да Мантикейра на север. Между устията на левите си притоци Помба и Муриаз преодолява крайните възвишения на Бразилското плато и последните около 80 km тече през Приатлантическата низина с бавно и спокойно течение. Влива се в Атлантическия океан при малкото градче Сао Жоан да Бара (в щата Рио де Жанейро).
Основни притоци: леви – Парабуна (114 km), Параи; десни – Парайтинга (114 km), Параибуна (Рио Прето, 166 km) Помба (305 km, най-голям приток), Муриаз (250 km). Подхранването ѝ е предимно дъждовно, с ясно изразено лятно пълноводие от декември до март. Средният годишен отток в долното ѝ течение е 1118 m³/s. Плавателна е на отделни участъци за плитко газещи речни съдове, но само по време на пълноводие. В горното ѝ течение са изградени два язовира „Парайтинга-Парабуна“ и „Сао Бранко“, като в основата на преградната стена на последния действа ВЕЦ „Илия“ (мощност 165 Мвт), снабдяваща с електричество мегаполиса Сао Пауло. Поради благоприятните климатични условия в района долината на река Параиба е много гъсто населена и тук са разположени множество градове, най-големите от които са: Сао Жозе дос Кампос, Гуаратингета, Крузейро (в щата Сао Пауло); Резенеди, Волта Редонда, Кампос (в щата Рио де Жанейро).